# ガウス (企業)
ガウス株式会社（英: Gauss Co. Ltd.）は粉末射出成形を専門とする日本の中小企業。金属粉末射出成形（MIM）とセラミック粉末射出成形（CIM）の両方を手掛け、東京大学やネクスト21との共同研究では外径1mmのテトラポッド型人工骨を実現した。超耐食ステンレスも自社開発し、兵庫県立大学との共同研究も実施した。1985年に姫路市で創業し、2003年に相生市へ移転。中小企業支援ネットひょうご成長期待企業（平成17年度認定）、姫路技術開発研究会会員企業。

## 概要

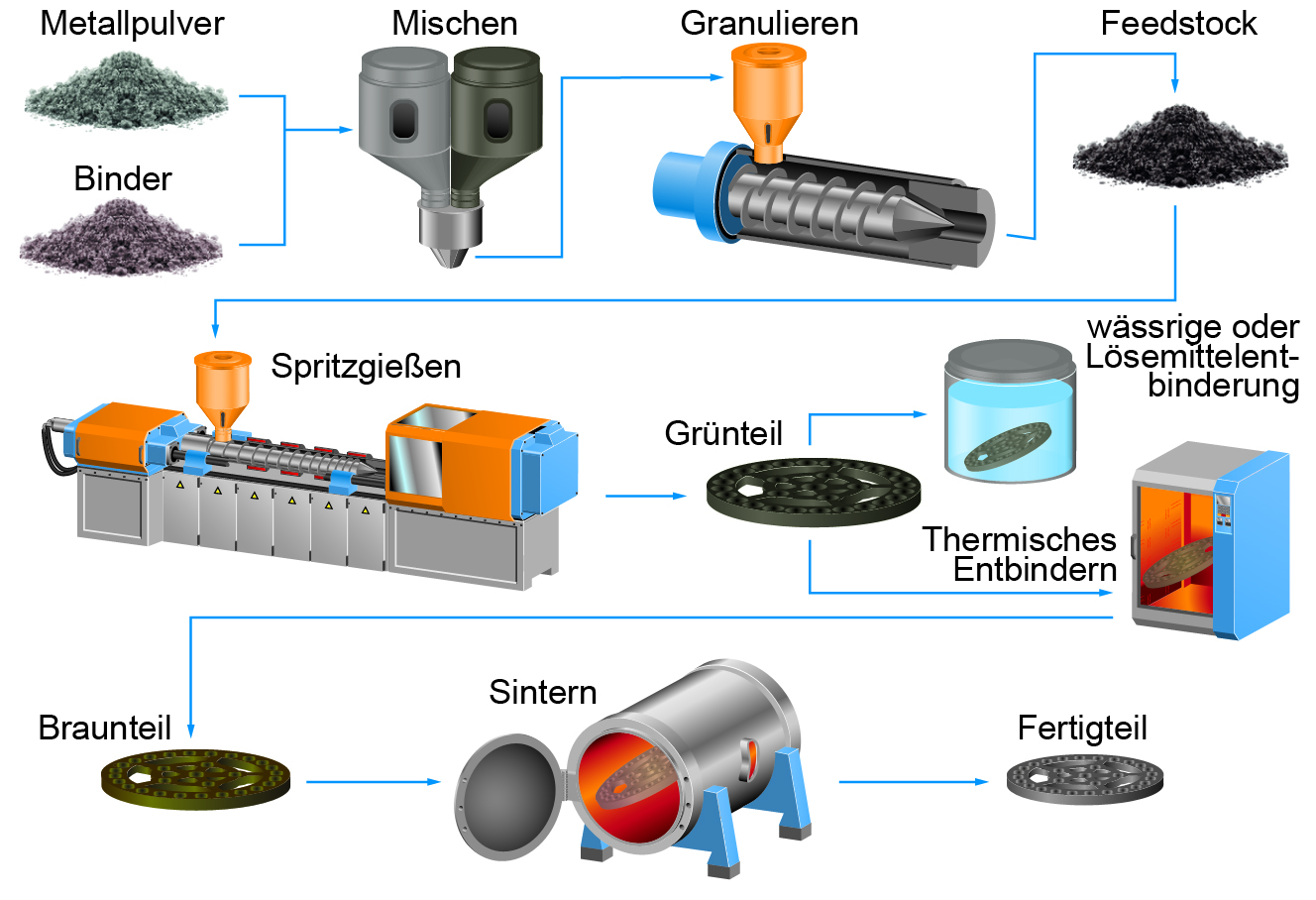
図は粉末射出成形の一連の流れ。まず粉末とバインダー（結合剤）を混錬し、造粒。その後に射出成形し、さらに脱脂、焼結（焼成）という工程をとる。ガウスはこれら一連の作業を行う設備と技術を持つ。

### 神戸時代
1985年、姫路技術開発研究会に参加する企業が出資し、姫路市神屋町で創業。大手企業でディーゼルエンジンの設計に携わっていた高根勝久が退職して社長に就任。当初はプラマグ（ボンド磁石）を製造していたことから、社名を磁束密度の単位であるガウスからとっている。
中小企業ながらも研究開発主体の企業で、ガウスは炭素鋼や超硬合金、ステンレス鋼の金属粉末射出成形（MIM）のみならず、アルミナ、ジルコニウムなどのファインセラミックスを扱うセラミック粉末射出成型（CIM）も1980年代から手掛けている。極東産機向けにファインスリッター用のジルコニア製カッター刃、東芝向けにアルミナ製洗浄用トレイを開発し、旭食研とは共同で豆かんなの刃をジルコニアで製造した。
金属では吉川工業とMIMの素材に破砕鉄粉を用いる技術を共同で開発し、1991年には学術論文にもなっている。播磨高周波工業との共同開発では、積層複合材料を金属、合金、セラミックの粉末から成形する技術も開発した。また、金属・セラミックスの各種材料に対して厚み4mm、幅40mm、長さ55-60mmの試験片で収縮率測定を行い、このデータは『合成樹脂』でも紹介された。

### 相生時代

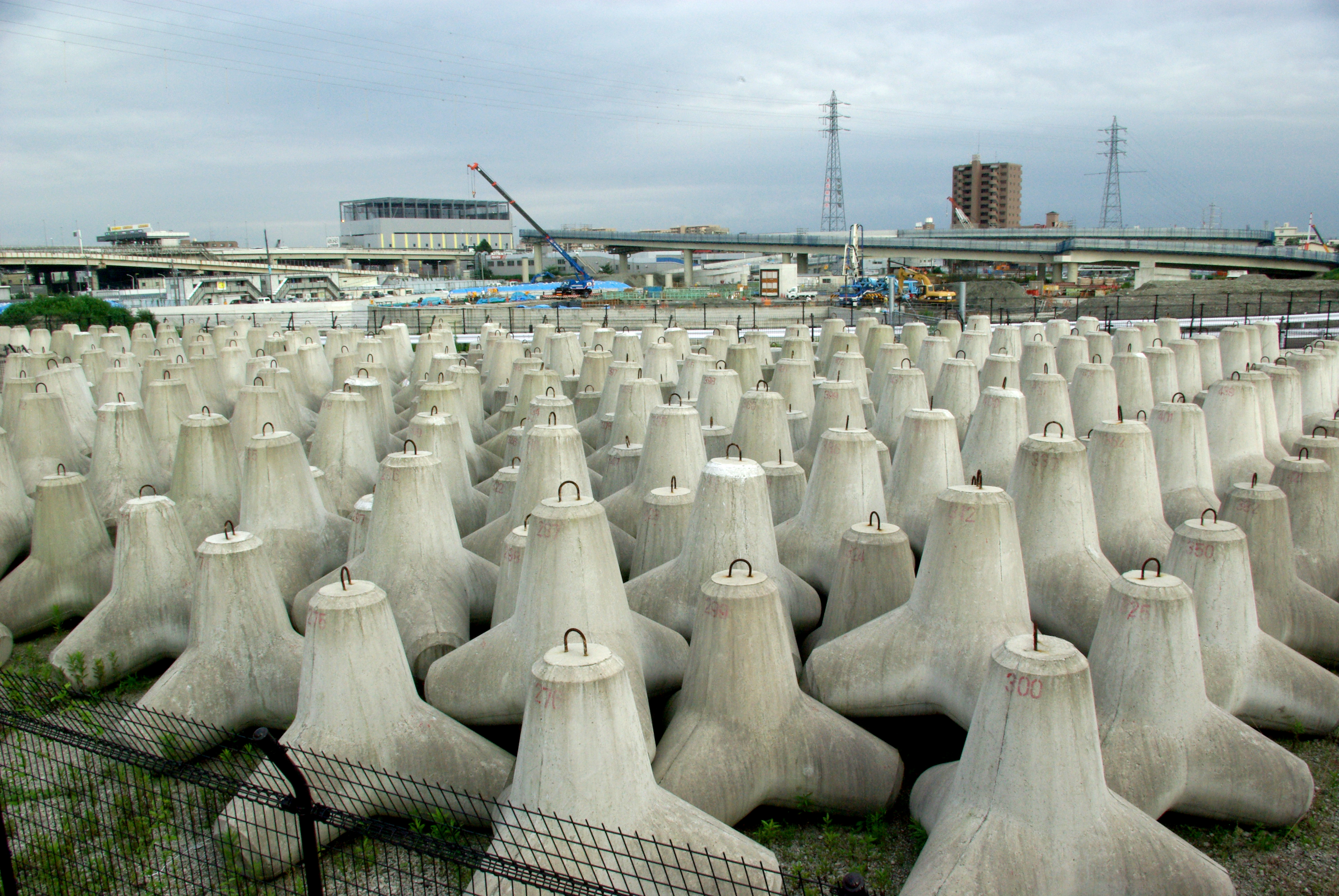
写真は消波ブロックとしてのテトラポッド。ガウスはこの形状を粉末射出成形により1mm以下の大きさで実現。安定した寸法・形状で重なり合うことにより、様々な効用を持たせることができる。

2003年、ガウスは相生市に移転。2005年には専務であった黒田義和が社長に就任し、高根は会長に就任。同年、中小企業支援ネットひょうごから「成長期待企業」の認定も受ける。オーステナイト系ステンレス鋼である「SUS316L」に窒化セラミックスを添加し、腐食が少ない「超耐性ステンレス」を開発。耐酸性腐食試験で従来の24倍の性能を得ている。
東京大学と医療ベンチャー株式会社ネクスト21との共同研究では、外径1mmのテトラポッドの形状をした人工骨を粉末射出成形で実現した。このテトラポッド形状で組み合わさると強度を高く保つことができ、さらに隙間に細胞や血管が入ってくる効用を持たせられる。
ニッケルやマンガンフリーのステンレス鋼も開発し、兵庫県立大学の深浦健三らとの共同研究で機械的性質を明らかにした。また、2012年には同大学の生津資大との共同研究を開始し、自己伝播型発熱作用を持つマイクロテトラポッド（多孔質アルミを粉末射出成形し、ニッケルをめっきしたもの、直径0.9mm）の作成に協力している。
2015年4月からは、再び高根が社長を務めている。

## 取得特許
- 特許第5616299号「ニッケル及びマンガンフリーの生体用又は医療用器材用高Nオーステナイト系ステンレス鋼焼結用粉末及び該粉末を用いた生体用又は医療用焼結器材」2011年8月9日出願、2013年2月21日公開、2014年9月19日登録。特許権者 - ガウス株式会社。
- 特許第6241944号「自己伝播発熱性形成体、自己伝播発熱性形成体の製造装置及び製造方法」2014年5月6日出願、2015年11月26日公開、2017年11月17日登録。特許権者 - 兵庫県立大学、ガウス株式会社。
- 特許第6984823号「微小部品表面処理システム及び微小部品表面処理方法」2018年8月22日出願、2020年2月27日公開、2021年11月29日登録。特許権者 - ガウス株式会社。

## 技術解説
- 高根勝久「ファインセラミックス商品開発の紹介」、『合成樹脂』第34巻第2号、1988年2月、51-56頁。CRID 1572261549057415680
- 高根勝久「MIMとCIMはこんな商品に優れている」、『合成樹脂』第40巻第5号、1994年5月、45-47頁。CRID 1573668923941298176
- 高根勝久、松下純一「セラミックスのニアネットシェイプ製造技術と複雑形状部品への展開」、『セラミックス』第40巻第6号、2005年、457-461頁。CRID 1573105974986397568